# Gunther Stephenson
Gunther Stephenson (* 30. Dezember 1925 in Hamburg; † 21. November 2020 in Kassel) war ein deutscher Religionswissenschaftler und Bibliothekar.

## Leben
Nach dem Besuch der Oberrealschule in Eilbeck und der Einberufung zu Reichsarbeitsdienst bzw. Wehrdienst begann Stephenson 1946 sein Studium an der Universität Hamburg. Hier sowie an den Universitäten in Mainz und Bonn studierte er zunächst Germanistik, Religion und Philosophie. Seit 1949 legte er dann den Schwerpunkt auf die Vergleichende Religionswissenschaft. In Bonn promovierte er 1954 bei Gustav Mensching. Das Staatsexamen für den höheren Schuldienst folgte 1957. Als Bibliotheksreferendar an der Universitätsbibliothek Bonn begann er 1957 die Ausbildung für den höheren Bibliotheksdienst und legte 1959 die Fachprüfung am Bibliothekar-Lehrinstitut des Landes Nordrhein-Westfalen in Köln ab. Nach einer kürzeren Berufstätigkeit an der Stadtbibliothek Mainz war er dann bis zum Eintritt in den Ruhestand an der Universitäts- und Landesbibliothek Darmstadt tätig, seit 1979 als ihr stellvertretender Direktor.
Stephenson machte sich durch zahlreiche Veröffentlichungen auf dem Gebiet der Religionswissenschaft einen Namen. Von 1976 bis 1980 war er Vorsitzender der Deutschen Vereinigung für Religionswissenschaft, zuletzt ihr Ehrenmitglied. Sein Nachlass (Werkmanuskripte, wissenschaftliche Korrespondenz) befindet sich in der Universitätsbibliothek Tübingen (Mn 33).

## Schriften (Auswahl)
- Gottheit und Gott in der spekulativen Mystik Meister Eckharts. Eine Untersuchung zur Phaenemologie und Typologie der Mystik (= Abhandlungen zur Philosophie, Psychologie und Pädagogik, Bd. 10). Bouvier, Bonn 1954 (Dissertation Universität Hamburg).
- Geschichte und Religionswissenschaft im ausgehenden 18. Jahrhundert. In: Numen, Bd. 13 (1966), S. 43–80.
- (Hrsg.): Der Religionswandel in unserer Zeit im Spiegel der Religionswissenschaft. Wissenschaftliche Buchgesellschaft, Darmstadt 1976, ISBN 3-534-07473-4.
- (Hrsg.): Leben und Tod in den Religionen. Symbol und Wirklichkeit. Wissenschaftliche Buchgesellschaft, Darmstadt 1980, ISBN 3-534-08256-7 (3. Aufl. 1997).
- Das Lebenswerk Graf Keyserlings aus heutiger Sicht. In: Zeitschrift für Religions- und Geistesgeschichte, Bd. 33 (1981), S. 32–41.
- Säkularisierung als mögliche Form des Untergangs? In: Hartmut Zinser (Hrsg.): Der Untergang von Religionen. Reimer, Berlin 1986, S. 295–308, ISBN 3-496-00842-3.
- Der Wanderer als Symbol des menschlichen Daseins. In: Symbolon, N.F. Bd. 8 (1986), S. 93–107.
- Philosophische Anthropologie und religiöse Disposition. In: Oswald Bayer (Hrsg.): Mythos und Religion. Interdisziplinäre Aspekte. Calwer Verlag, Stuttgart 1990, S. 101–132, ISBN 3-7668-3068-6.
- Das Bild des „Weges“ in der Religionsgeschichte. In: Zeitschrift für Religions und Geistesgeschichte, Bd. 45 (1993), S. 289–308.
- Der Grundwert „Gerechtigkeit“ im säkularen Umfeld. In: Horst Bürkle (Hrsg.): Grundwerte menschlichen Verhaltens in den Religionen (= Religionswissenschaft, Bd. 6). Lang, Frankfurt/M. 1993, S. 187–193, ISBN 3-631-44740-X.
- Wege zur religiösen Wirklichkeit. Phänomene – Symbole – Werte. Wissenschaftliche Buchgesellschaft, Darmstadt 1995, ISBN 3-534-12560-6.
- Das Feuer als Phänomen und Symbol. In: Symbolon, N.F., Bd. 12 (1995), S. 119–136.
- Ein Romantiker zwischen den Zeiten. Max Müllers Beitrag zur „vergleichenden Religionswissenschaft“. In: Reiner Mahlke (Hrsg.): Living faith – lebendige religiöse Wirklichkeit. Festschrift für Hans-Jürgen Greschat. Lang, Frankfurt/M. 1997, S. 413–425, ISBN 3-631-49740-7.
- Sokrates und Kung-futse. Eine vergleichende Studie. In: Zeitschrift für Religions- und Geistesgeschichte, Bd. 51 (1999), S. 1–16.
- Mosaik eines Lebens. Bilder – Begegnungen – Einsichten. Diagonal-Verlag, Marburg 2002, ISBN 3-927165-74-3.
- Was ist und zu welchem Ende studiert man Religionswissenschaft? In: Manfred Hutter (Hrsg.): Hairesis.  Festschrift für Karl Hoheisel zum 65. Geburtstag (= Jahrbuch für Antike und Christentum. Ergänzungsband, Bd. 34). Aschendorff, Münster 2002, S. 464–470, ISBN 3-402-08120-2.
- Kunst als Religion. Europäische Malerei um 1800 und 1900. Königshausen und Neumann, Würzburg 2004, ISBN 3-8260-2940-2.
- Von der Gratwanderung des Religionswissenschaftlers. In: Hamid Reza Yousefi (Hrsg.): Wege zur Religionswissenschaft. Bautz, Nordhausen 2007, S. 119–134, ISBN 978-3-88309-376-5.
- Beteiligt, skeptisch oder distanziert. Zur Krise der Religionswissenschaft. In: Zeitschrift für Missionswissenschaft und Religionswissenschaft, Bd. 93 (2009), S. 16–24.
- Hoffnung und Verzweiflung als komplementäres Phänomen am Beispiel der Kunstgeschichte. In: Symbolon, N.F. Bd. 19 (2014), S. 97–112.#